# 長崎新地中華街

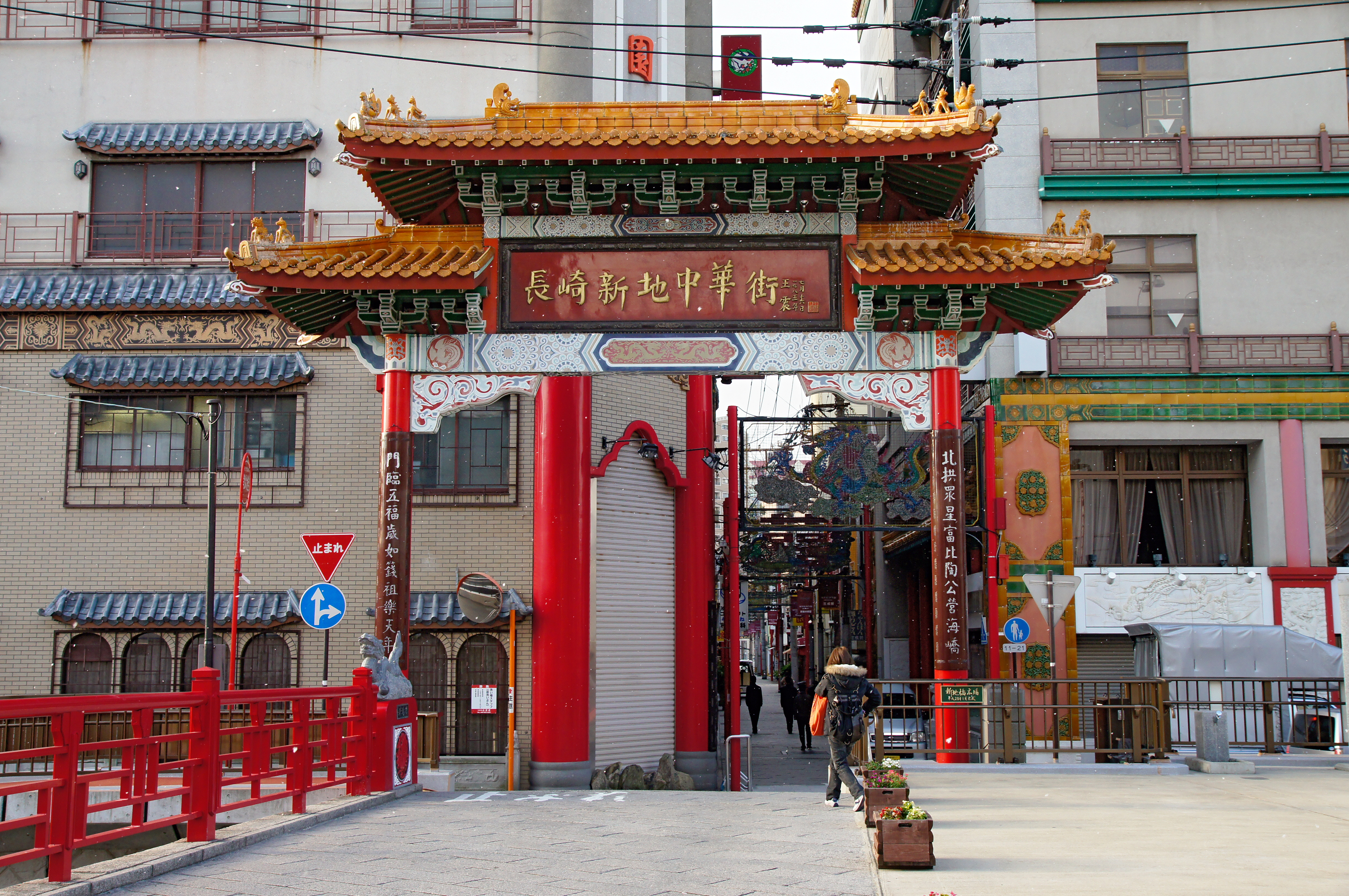
玄武門(北門)

長崎新地中華街（ながさきしんちちゅうかがい）は、長崎県長崎市新地町に形成された中華街である。横浜中華街、南京町中華街とともに日本三大中華街と称される。

## 概要
南北250メートルの十字路には長崎市の姉妹都市である福建省福州市の協力によって石畳が敷かれ、中華料理店や中国雑貨店など約40軒が軒を連ねている。
中華街の四方、東西南北の入り口には中華門(牌楼)が立てられている。これらの門は、1986年（昭和61年）に商店街の振興組合が発展の願いを込めて建てたもので、資材は福州市から取り寄せ、建築も現地の職人によるものである。
四神がモチーフとなっており、風水学に基づき配置が決められている。門の敷石に彫られている四神は五行に基づき色が定められており、それぞれ東西南北を司っている。
玄武門(北門)に掲げてある「長崎新地中華街」の書は、門の建設当時中日友好協会名誉会長であった王震によるものである。
四つの門と四神及び五行に基づく色は以下の通りである。
- 東門:「青龍」（青）
- 西門:「白虎」（白）
- 南門:「朱雀」（赤）
- 北門:「玄武」（黒）

町はアーチ型のイルミネーションで飾られている。毎年旧暦の正月に当たる春節時には隣接する湊公園がランタンフェスティバルのメイン会場となる。また、旧暦の8月15日に当たる中秋節には黄色い提灯1000個が灯される。
表通りは人通りが多く華やかで比較的規模の大きな店が多いが、裏町（うらちょう）と呼ばれる路地には入り口も目立たず人もほとんど通らず店舗も小規模なものをわずかな数だけ設けるスペースしかない。
| 夜の中華街 |  | ランタンフェスティバルの様子（2005年） |  | 中秋節の様子（2013年） |
| 夜の中華街 |  | ランタンフェスティバルの様子（2005年） |  | 中秋節の様子（2013年） |

## 歴史
江戸時代の鎖国下でも長崎は対中貿易港として認められ、最盛時には約1万人の福建省出身者を中心とした中国人が長崎市中に住居した。当時の長崎の人口は7万人であったから、いかに華僑が多かったかがわかる（参考：オランダ東インド会社が存在した18世紀まで、オランダ船が来航していない期間に出島に住んでいたオランダ人は約15人）。
その後、中国人の住居は丘陵地の唐人屋敷に限定されたが、1698年の大火で五島町や大黒町にあった中国船の荷蔵が焼失したため、唐人屋敷前面の海を埋め立てて倉庫区域を造成した。
この地域が新地と呼ばれた。幕末の鎖国政策の放棄により、1859年長崎港は国際開放され、唐人屋敷は廃墟となり、在住中国人は海岸に近い新地に移り住むようになった。これが長崎新地中華街の起源である。
横浜中華街、神戸中華街と比較して、現在同地区で商売している中国出身者は少なく、母語が日本語の商売人が大半を占める。

## 交通
- 長崎電気軌道 本線（1・2・5系）新地中華街電停
- 長崎バス 20・30・40・60番系統「新地中華街」バス停（2022年10月1日「長崎新地ターミナル」から停留所名称変更[3]）